# Drum național 21A
Der Drum național 21A (rumänisch für „Nationalstraße 21A“, kurz DN21A) ist eine Hauptstraße in Rumänien. 

## Verlauf
Die Straße beginnt in Bărăganul, wo sie vom Drum național 21 nach Südosten abzweigt. Sie verläuft durch die Tiefebene des Bărăgan und erreicht nach einer Strecke von 23 km  die Stadt Țăndărei. Dort endet sie am Drum național 2A (Europastraße 60).